# Конашевич, Владимир Михайлович
Влади́мир Миха́йлович Конаше́вич (7 [19] мая 1888, Новочеркасск, Область Войска Донского, Российская империя — 27 февраля 1963, Ленинград, СССР) — русский и советский художник, график, доктор искусствоведения, заслуженный деятель искусств РСФСР (1945), один из известнейших мастеров советской книжной иллюстрации. Автор классических иллюстраций к произведениям Самуила Маршака, Корнея Чуковского и др.

## Биография
Родился в Новочеркасске 7 (19) мая 1888 года в семье инженера. С 1897 по 1908 год жил с семьёй в Чернигове. В период 1908–1913 годов занимался в Московском училище живописи, ваяния и зодчества, где его преподавателями были Константин Коровин, Сергей Малютин и Леонид Пастернак.
В 1915 году переселился в Петроград.
С 1918 по 1926 год В. М. Конашевич занимал должность помощника хранителя Павловского дворца-музея. В его обязанности входили реставрация, устройство выставок, изучение дворцовых архивов. Художник также составил путеводитель по Павловскому дворцу и его парку, подготовил экспозицию «Старый Павловск». Рабочие хлопоты Конашевич совмещал с занятиями станковой живописью и графикой.
В Павловске Конашевич впервые обратился к художественной литографии. Серии его станковых работ «Улицы», «Павловская шпана», «Мелкие рассказы», «К 10-й годовщине Октября» участвовали в нескольких выставках и были сразу приобретены Третьяковской галереей.
Здесь же художник создал и серию цветных литографий «Павловский парк» (тираж 25 экз.). В 1927 году на миланской Международной выставке художественной промышленности и декоративных искусств он получил за неё почётный диплом.
В 1922—1924 был членом «Мира искусства», в 1929 году вошёл в состав «Общества живописцев». Сменив в 1920-х годах ряд занятий, в конце концов полностью сосредоточил свои интересы на графике.
В 1923—1930 годах сотрудничал с издательством детской литературы «Радуга», проиллюстрировав книги К. Чуковского «Муха-цокотуха», С. Маршака «Пожар» («Кошкин дом» и «Дом, который построил Джек»).
Преподавал в Ленинградском институте живописи, скульптуры и архитектуры имени И. Е. Репина (1921—1930, 1944—1948), в Доме народного искусства (1916—1919), а также в художественных училищах.
Скончался 27 февраля 1963 года. Похоронен на Богословском кладбище.
В 2019 году имя присвоено скверу на проспекте Просвещения в Санкт-Петербурге.

## Книжная графика
Первым опытом работы в книжной графике В. М. Конашевича стала «Азбука в рисунках» (1918). В неё вошло 36 карандашных рисунков, расцвеченных акварелью, — изображений людей, животных, растений, предметов. Художник выполнил также титульный лист, обложку и завершающую сюжетную виньетку: венок из роз, где цветы переплетены с буквами. Издание во многом ещё традиционно, исполнено в духе дореволюционной графики, но отличается, скажем, от «Азбуки» А. Н. Бенуа тем, что Конашевич трактует мир более широко, не ограничивая его рамками детской комнаты. Предмет на рисунке в книге для детей следует показывать полностью, чтобы «все его части были видны», «композиция должна быть проста и непосредственно вытекать из самого действия, заключённого в тексте. Только этим будет достигнута необходимая ясность. Ребёнок с первого взгляда должен “понимать” картинку, то есть уяснить себе изображённое на ней событие». По убеждению Конашевича, перспективные искажения в детском рисунке недопустимы, а цвет должен быть локальным, без светотени.
Все акварели, в том числе иллюстрированные обложка и титульный лист, были воспроизведены сочной хромолитографией на плотной белой бумаге хорошего качества. Часть тиража была сброшюрована и заключена в издательскую обложку (иллюстрации отпечатаны на 18 листах с обеих сторон), а часть вышла отдельными листами в мягкой издательской папке.
В этом же году В. М. Конашевич оформил ещё одну азбуку — «Розовую азбуку» Е. Е. Соловьёвой. Книга была предназначена для детей, уже знакомых с буквами — может быть, как раз по первой «Азбуке» Конашевича. Отдельные слова в начале книги сменялись затем короткими текстами, постепенно усложняющимися к концу книги. Объяснялось читателям и различие старой и новой орфографий: составитель перечислила буквы, удалённые из алфавита, и привела несколько текстов, для сравнения напечатав их как по старой, так и по новой орфографии.
Иллюстрации Конашевича — это 36 вкраплённых в текст рисунков животных и растений, сельских пейзажей и полевых работ, школьных будней и детских игр. Встречаются рисунки и к пословицам, поговоркам, присказкам — например, изображение «сорокиворовки» с птенцами и горшком каши. При создании этого варианта азбуки художник также «применил очень удачно мягкую, приятную манеру карандашного рисунка», а первые пятнадцать страниц текста были искусно написаны им от руки. Обложка «Розовой азбуки» создана Конашевичем, безусловно, под влиянием его предыдущей азбуки: рисованный шрифт и композиция практически повторяются. Разница только в рисунке сюжетной виньетки: в «Розовой азбуке» это букет цветов в корзине, заполненной буквами.
Среди других книг, оформленных В. М. Конашевичем можно отметить сборник стихотворений А. А. Фета (1922), составленный им самим; всего им было отобрано двадцать шесть стихотворений, к пятнадцати из которых он сделал рисунки. Тематика иллюстраций разнообразна: это стилизованные орнаментальные композиции и причудливые арабески (перо), пейзажные мотивы и женский образ (кисть). Чередуя графические техники, художник как бы вторит стихам Фета: «Как трудно повторять живую красоту Твоих воздушных очертаний! Где силы у меня схватить их на лету Средь непрестанных колебаний?»
Конашевич оформил и близкую фетовским стихам по рисунку и лирическому настроению поэму И. С. Тургенева «Помещик» (1922), в которой последний изобразил праздную жизнь провинциального дворянства.

## Ученики
- Михаил Фролович Грачёв (1913—2003)
- Леонид Семёнович Хижинский (1896—1972)